# Batholite
 (janvier 2011).
Si vous disposez d'ouvrages ou d'articles de référence ou si vous connaissez des sites web de qualité traitant du thème abordé ici, merci de compléter l'article en donnant les références utiles à sa vérifiabilité et en les liant à la section « Notes et références ».

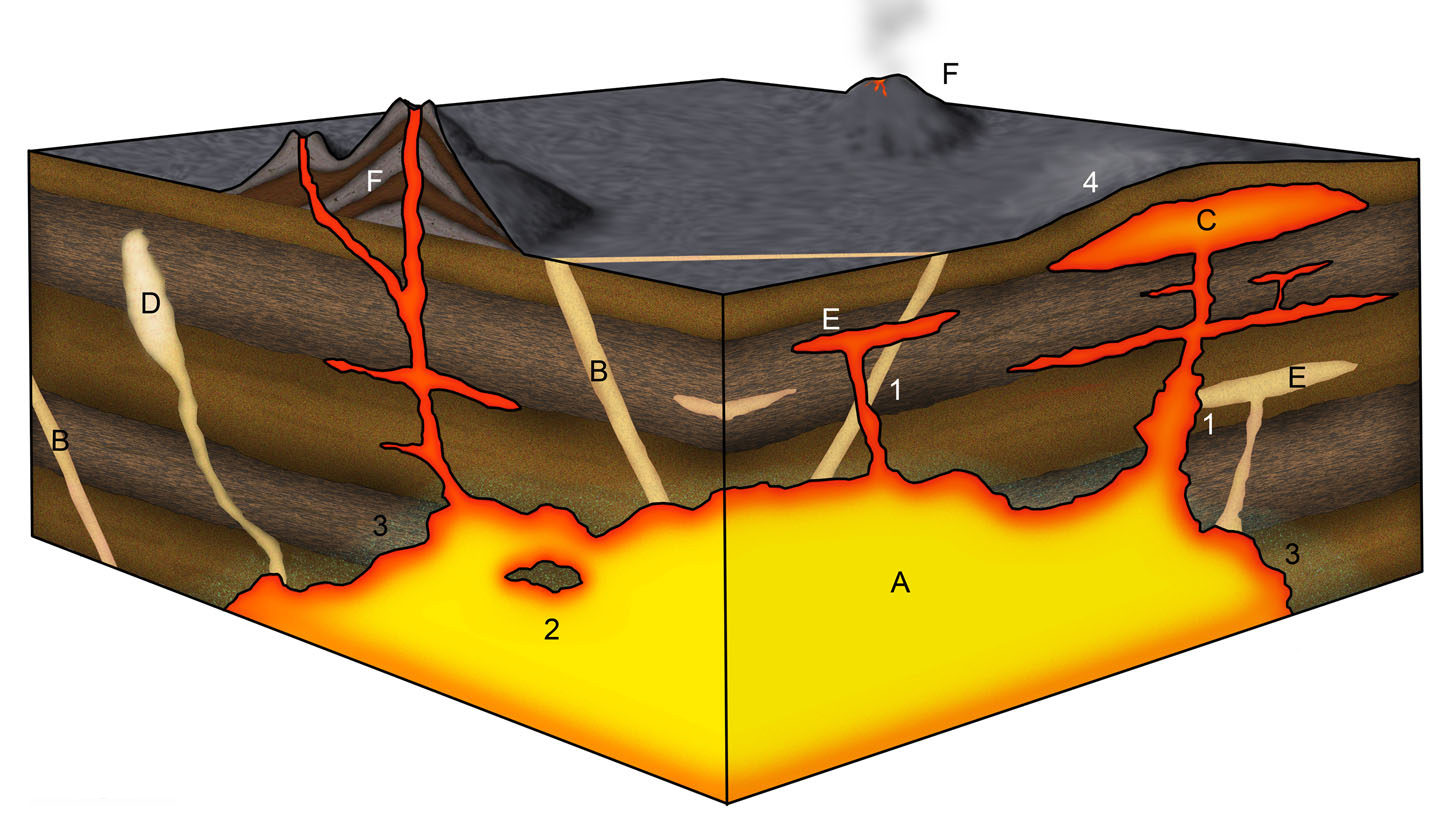
Bloc diagramme schématique, modélisant les différents types d'intrusions. Le batholite (A) peut émettre dans l'encaissant des prolongements irréguliers ou apophyses. Par opposition, les rentrants de l'encaissant sont appelés pendentifs.

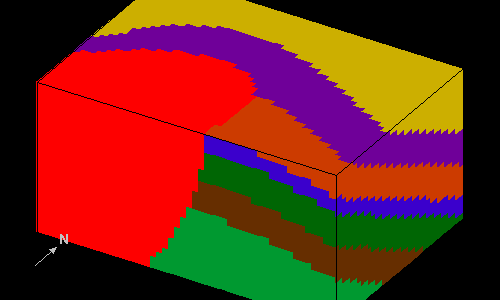
Modélisation, en rouge, d'un batholite. Les autres couleurs correspondent à l'encaissant, ici des strates sédimentaires.

Le terme batholite (du grec « bathus », profond et « lithos », roche), appelé aussi massif intrusif ou massif discordant désigne une masse de roches magmatiques roches plutoniques (en majorité des granitoïdes) de quelques km à plus de 100 km qui ne respecte pas les lignes de forces de son encaissant. Un batholite est un pluton allochtone qui se forme lorsque le magma est piégé et refroidit à l'intérieur de l'écorce terrestre. Il est fréquemment bordé par une zone de métamorphisme de contact, donnant, en plan, une auréole de métamorphisme, et accompagné en surface par un volcanisme explosif.
Le batholite est formé le plus souvent de plusieurs intrusions qui se sont mises en place successivement en profondeur dans un contexte orogénique. Ce modèle d'injections magmatiques successives dans des fractures de l'encaissant (dont elles provoquent éventuellement la formation par fracturation hydraulique) est plus souvent proposé dans la littérature que le modèle de genèse par différenciation magmatique in situ d'une chambre magmatique. « Si chaque intrusion cristallise en quelques milliers d'années, la formation de l'ensemble peut s'étaler sur une dizaine de Ma, voire près d'une centaine de Ma. Les batholites construits précocement lors des orogenèses anciennes ont été le plus souvent déformés et métamorphisés, ce qui n'est pas le cas des batholites tardi-orogéniques formés lors de l'effondrement gravitaire (en) marquant la fin de ces orogenèses ».
Les protubérances ou coupoles des batholites sont souvent entourées, à quelques centaines ou milliers de mètres de la périphérie de leurs affleurements, de filons ou dykes généralement de faible épaisseur (métrique à pluridécamétrique) qui incorporent des minéraux extraits de la croûte terrestre grâce aux gaz concentrés (H2O, CO2, H2S, HCl) issus des magmas en fin de cristallisation, et au fort pouvoir dissolvant de l'eau supercritique qui s'enrichit en ces éléments hygromagmatophiles. Lorsque l'exploitation de ces éléments a du sens (selon les conditions techniques, économiques, environnementales), les géologues parlent de gisements péribatholitiques.
Un massif de roches plutoniennes qui occupe une surface inférieure à 40 km2 s'appelle stock.

## Composition
Les batholites sont généralement constitués de roches felsiques ou de roches intermédiaires telles que le granite, la monzonite quartzique ou la diorite (voir aussi dôme de granite).

## Formation géologique
Bien qu'ils semblent à première vue assez homogènes, les batholites sont en réalité des structures dont l'histoire et la
composition sont relativement complexes. Ils sont constitués de masses multiples, ou plutons (originellement du magma provenant d'une zone de fusion partielle à la base de la croûte terrestre) qui se sont rapprochées de la surface.
Lorsqu'ils sont encore en déplacement, on appellera ces plutons de magma assez léger des diapirs plutoniques. Grâce à leur température élevée et leur consistance visqueuse, ces diapirs vont s'élever en se frayant une voie à travers la roche environnante qu'ils contribuent à faire fondre au passage. La majorité des diapirs ne parvient pas à la surface sous forme de volcan, mais voient leur progression se ralentir au fur et à mesure que leur température baisse et qu'ils se solidifient, généralement à une profondeur de 5 à 30 km, pour former des plutons.
On parlera de batholite lorsqu'un certain nombre de plutons auront fini par fusionner pour former une masse suffisamment importante de roche plutonique.

## Exemples
Certains batholites sont de taille gigantesque, s'étendant le long de zones de subductions passées ou présentes ou d'autres sources de chaleur de la croûte continentale sur des centaines de kilomètres. On pourrait citer par exemple, le batholite mancellien (Massif armoricain) (caractérisé par ses granodiorites, ses granites monzonitiques et sa cordiérite), le mont Viso, le bloc corso-sarde. En Amérique du Nord, le batholite de la Sierra Nevada (en) est une formation granitique continue qui constitue la majeure partie de cette chaîne de montagnes en Californie. Un batholite encore plus gigantesque, dont la plus grande partie forme les montagnes de la côte ouest du Canada, s'étend jusqu'au sud-est de l'Alaska sur 1800 kilomètres. Au Pérou, le batholite côtier s'étend sur plus de 1000 km et celui de la cordillère Blanche, plus court  et plus élevé qui porte le point culminant du Pérou (le mont Huascarán).

## Géographie

### Définition du terme en géographie
Le terme de batholite est également utilisé en géographie lorsqu'une masse de roches plutoniques se retrouve exposée à la surface sur plus de 100 km² ; si la superficie d'exposition est inférieure à 100 km², on parle de stock. Ces roches ont été exhumées par l'érosion, aggravée par le processus de soulèvement des continents sur des dizaines voire des centaines de millions d'années. Ce processus a eu pour effet de décaper le couvert de roches supérieures sur des dizaines de kilomètres, révélant ainsi la présence de batholites jadis profondément enfouis sous la surface.

### Érosion des batholites

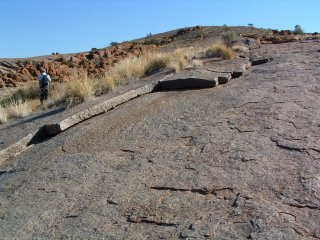
Batholite dans le parc d'Augrabies, en Afrique du Sud

Les batholites ainsi découverts sont exposés à des conditions tout à fait différentes de celles qu'ils connaissaient sous terre. Leur structure cristalline va se dilater légèrement au fil du temps, pendant leur décompression. Ceci cause une érosion de la surface par un processus d'exfoliation. Cette érosion va détacher de vastes éclats de roches convexes et assez fins de la surface des batholites. Ce processus est d'ailleurs accéléré par des intempéries telles que le gel.
Un des exemples les plus célèbres de ce phénomène est le demi-dome de la vallée du Yosemite dans l'ouest des États-Unis.